# Regoledo (Perledo)
Regoledo (Regolee in dialetto lecchese locale) è una frazione del comune di Perledo che conta all'incirca 51 abitanti ed è situata a 437 m s.l.m.

## Monumenti e luoghi d'interesse

### Architetture religiose
- Chiesa di San Lorenzo, all'interno una statua di San Fermo ed una pala seicentesca con la Madonna col Bambino di Giovanni Battista Fumeo, pittore di Regoledo.

## Infrastrutture e trasporti
Dal 1890 al 1960 è stata attiva una funicolare ad acqua che univa la fermata FS al Grand Hotel di Regoledo. Dopo la demolizione del fabbricato FS, venne utilizzato quello della funicolare fino al 2014.
Dal 1959 la funicolare servì la Fondazione Istituto Sacra Famiglia di Cesano Boscone che prese la struttura del Grand Hotel di Regoledo.
Nel 2014 la fermata FS di Regoledo venne soppressa